# 260
260 (CCLX) var ett skottår som började en söndag i den julianska kalendern.

## Händelser

### Okänt datum
- Valerianus tillfångatas av den sassanidiske kungen Shapur I och efterträds av Postumus, som blir kejsare av Rom tillsammans med Gallienus.
- Gallienus försvarar vad som återstår av Romarriket mot barbarerna och usurpatorerna. Han reorganiserar armén och reformerar administrationen. Han återuppbygger militären och etablerar en ny mobil militärstyrka, understödd av kavalleriet, som blir den romerska arméns bästa enhet. Arméns högkvarter förläggs till Milano.
- Syrien, Egypten och Palestina bryts loss från Romerska riket och bildar den persiska vasallstaten Palmyra.
- Alemannerna besätter det romerska fortet i nuvarande Wiesbaden (eller 259).
- Alemannerna under Chrocus förstör de romerska städerna Brigantium, Aventicum och Augusta Raurica.
- Frankerna erövrar Scheldt (möjligen detta år).
- Paulus av Samosata blir patriark av Antiochia.
- Shapur I ödelägger Caesarea Mazaca i Mindre Asien.
- Cao Huan efterträder Cao Mao som härskare över riket Wei.
- Detta är det första året från vilket man känner till spelet schack.

## Födda
- Jin Huidi, kejsare av Kina (möjligen född detta år)

## Avlidna
- Cao Mao, härskare över Wei (dödad i en statskupp mot Sima Zhao)
- Valerianus, romersk kejsare sedan 253 (död detta år eller 264)
- Sun Liang, kejsare i det kinesiska kungariket Wu
- Cao Jie, kinesisk kejsarinna.